# 拉德施塔特
拉德施塔特是奥地利萨尔茨堡州蓬高地区圣约翰县的一个市镇。总面积60.82平方公里，总人口4892人，人口密度80.4人/平方公里（2011年）。